# 5-하이드록시아이소요산
5-하이드록시아이소요산(영어: 5-hydroxyisourate)은 화학식이 C5H4N4O4이며, 분자량이 184.11 g/mol인 분자이다. 5-하이드록시아이소요산은 요산 산화효소에 의해 요산으로부터 생성된다.

## 같이 보기
- 요산
- 알란토인
- 요산 산화효소
- 글리콜알데하이드